# Isops sphaerulifer
Isops sphaerulifer är en svampdjursart som beskrevs av Jean Vacelet och Vasseur 1965. Isops sphaerulifer ingår i släktet Isops och familjen Geodiidae. Inga underarter finns listade i Catalogue of Life.